# Santa Cruz el Fraile
Santa Cruz el Fraile är en ort i Mexiko.   Den ligger i kommunen Mariscala de Juárez och delstaten Oaxaca, i den sydöstra delen av landet, 200 km sydost om huvudstaden Mexico City. Santa Cruz el Fraile ligger 1 146 meter över havet och antalet invånare är 138.
Terrängen runt Santa Cruz el Fraile är kuperad. Runt Santa Cruz el Fraile är det ganska glesbefolkat, med 30 invånare per kvadratkilometer. Närmaste större samhälle är Mariscala de Juárez, 3,1 km väster om Santa Cruz el Fraile. I omgivningarna runt Santa Cruz el Fraile växer huvudsakligen savannskog.